# Rue du Petit-Musc
Rue du Petit-Musc je ulice v Paříži v historické čtvrti Marais. Nachází se ve 4. obvodu.

## Poloha
Ulice vede od křižovatky s Quai des Célestins, Rue de Sully a Boulevard Morland naproti Square Henri-Galli a končí na křižovatce s Rue Saint-Antoine.

## Historie
Původ názvu ulice není zcela zřejmý. Rue Pute-y-Muce mimo městské hradby se tak mohla nazývat „put“ (tj. děvka) a „muce“ (skrytá). Ulice existovala již v roce 1358 a úzká ulice sloužila po dlouhou dobu jako útočiště prostitutek. Rue de Pute-y-Muce je citována v Le Dit des rues de Paris. Její název se v průběhu času zkomolil na Rue du Petit-Musse, Rue du Petit-Muce až na Rue du Petit-Musc. V 16. století se objevuje na plánech města pod názvem Rue des Célestins z důvodu nedalekého celestýnského kláštera.
Na základě vyhlášky ministra Chaptala z 29. prosince 1800 byla nejmenší šířku této ulice stanovena na devět metrů. Šířka pak byla zvýšena na 12 metrů na základě královského nařízení z 5. prosince 1830.
V 19. století byla ulice 333 metrů dlouhá, nacházela se v bývalém 9. obvodu.

## Zajímavé objekty
- dům č. 1: hôtel Fieubet
- domy č. 2–8: umístěné v prostoru bývalého celestýnského kláštera, který se rozkládal až na Boulevard Henri-IV.
- dům č. 20: v roce 1885 zde bydlel malíř Jean Eugène Baudelocque
- domy 26–30: nacházel se zde hôtel d'Albret vybudovaný ve 14. – 15. století
- dům č. 27: dobře zachovaný starý dům
- dům č. 29: hôtel de Charny, který vedl na Rue Beautreillis č. 22.
- dům č. 35: na nádvoří se nacházel hostinec ze 16. století s názvem Herse d'Or. Stáje byly umístěny v klenutém sklepení s pilíři a přístup byl přes rampu vlevo na nádvoří.
- domy 38–40: Hôtel de Mayenne